# KBasic
KBasic es un proyecto de código abierto, producto de años de continuo desarrollo. Creado por Bernd Noetscher en KBasic Software.
KBasic incorpora muchas de las características de los actuales lenguajes y entornos de programación existente en el mercado, tales como son : Visual Basic.Net.Visual Basic 6.0, Java y otro algo obsoletos como QBasic, pero sin llegar a ser un clon de estos.
KBasic tiene su propio estilo y figura, y apunta directamente a entrar en el corazón de lo programadores de los ambientes visuales, con la sencillez de un lenguaje muy parecido al inglés pero con la potencia del lenguaje de máquina. Siendo esto último el talón de aquiles de muchos lenguajes tales como C, C++, el reciente C#, lo mismo que Java, Ruby, Perl; Que son muy potentes pero fallan en el esencial aspecto que es el principio básico de la programación :"El que programa es el programador, no la computadora". Por ello, los lenguajes de programación deben ser los más parecido posible a una conversación técnica.

## Diferencias entre Visual Basic.NET y KBasic

### Portando aplicaciones de Visual Basic para Linux o Mac OS X
Con el correr de los años, las distintas plataformas de desarrollo han sufrido muchas cambios para poder así proveer entornos de desarrollo de software muchas más capaces y fuertes pero abandonando la simplicidad lo que algunos programas le daban el valor agregado que radica en el aprendizaje de la herramienta. Asunto que en si hace o no a un lenguaje de programación popular o simplemente un lenguaje más en medio de la nube de lenguajes. Visual Basic.Net, no fue la eslabón perdido de la gran cantidad de lenguajes que se sometieron a la metamorfosis que nos cambió de QBasic(Con su entorno en modo terminal), a Visual Basic X(Con su ambiente visual orientado a eventos), a Visual Basic.Net(con una cierta complejidad por su transición y esmero de convertirse a un entorno orientado a objetos). Muchos de los programadores que aprendieron las primeras versiones, prácticamente les fue obligado aprender nuevamente un nuevo lenguaje con la transición a vb6, lo mismo que la más reciente VB.NET;aún más entre las distintas versiones del Visual Studio.net 2000, Visual Studio.net 2003, Visual Studio.net 2005 y finalmente Visual Studio.net 2008. Muy seguramente también así sucederá con las próximas versiones.
La política de avance del Visual Studio.Net, no permite la ejecución de código de versiones anteriores, sin al menos hacer la conversión. Lo que en algunos aspectos no es muy recomendable dado que el intérprete de Visual Studio.Net, lee las sentencias del código obsoletos(antiguas versiones) y lo reescribe acomodándolo al Framework. Esto funciona para el IDE, pero se olvida al programador. Con KBasic eso acaba, dado que podría fácilmente ejecutar código escrito en cualquier versión previa de KBasic y Visual Basic.Net.

### KBasic, programas que si corren en Linux y en Mac
Usted no tiene que escribir código adicional, para simular VB6 en su aplicación KBasic. KBasic lo tiene todo hecho para usted, por lo que no tienen problemas de rendimiento como en BASIC otros. Normalmente no existe ninguna diferencia en el lenguaje que implique reescribir alguna aplicación en el nuevo Kbasic, esto lamentablemente si pasa con las versión de Visual Basic. Por cierto, hay números de línea en KBasic, si los necesita, también. Al viejo estilo de Qbasic y que han perdido los más reciente versiones de Visual Basic.Net. Un aspecto que pone en la balanza inclinada hacia el lado de Kbasic es la posibilidad de hacer sus programas verdaderamente multiplataforma, sin la necesidad de aprender un nuevo programa como fue el caso de los programadores de visual basic que migraron a Java. KBasic proporciona la posibilidad de correr sus programas en tanto como en Windows como en Linux y Mac.
KBasic tiene un conjunto mucho más rico de tipos de datos que Visual Basic. Como tal, no son compatibles, incompatibles y únicos tipos de datos entre Visual Basic y KBasic. El tipo de datos Boolean tiene 1 byte en tamaño KBasic, en VB6 tiene 2 bytes. El entero (longitud) es de 32 bits (64 bits) en KBasic, en VB6 de 16 bits (32 bits). Además, KBasic tiene tipos de datos nuevos, tales como tipos de datos Integer, que pueden ser utilizados para VB6 Entero: Int16/Int32 (que es 16/32BIT tamaño).
Tampoco hay diferencia entre cómo los datos se relaciona en las estructuras entre los dos lenguajes. Ambos ofrecen módulos, formularios y clases. Como tampoco es la creación de estructuras de datos. Visual Basic tiene tipos de usuario definidos, KBasic, también. La estructura de la lenguaje de KBasic y Visual Basic es similar, pero no es lo mismo, si usted lo desea. KBasic ofrece algunas palabras clave adicionales y funcionalidades nuevas, para poder ser utilizadas en algunas de las nuevas características orientadas a objetos (que otros lenguajes como Java o C + + ofrece desde hace muchos años). Usted puede utilizar estas nuevas características en KBasic o simplemente hacer las cosas al estilo VB6 . El manejo de errores es más robusto y flexible en KBasic de Visual Basic. KBasic ofrece dos métodos de control de errores: Excepción, que se aplican a un método completo, y trata bloques de captura, que se aplican a las secciones específicas de código. Pero si usted desea puede usar la antigua forma de manejo de errores, de Visual Basic en el mecanismo de On Goto error.
Por lo menos, antes de empezar con. Net, usted debe tratar KBasic. Usted puede encontrar a KBasic prefecto para usted.

### KBasic es la alternativa compilador de lenguaje BASIC
¿Por qué es KBasic una alternativa compilador de lenguaje BASIC para Windows, Mac OS X y Linux? KBasic está extremadamente bien construido, es un lenguaje de programación potente y tiene un IDE completo: un entorno de trabajo muy profesional, RAD, que es muy similar a VB6, una alternativa válida a VB6. Se ha hundres de comandos y funciones. KBasic puede compilar Linux o aplicaciones de Mac OS X a partir de las versiones de Windows (u otra forma en todo) y es un cruce de base de idiomas plataforma de programación. Actualmente está disponible para Windows XP/2000, Mac OS X y Linux/i386. Genera independiente EXE / BIN y tiene un IDE de gran ayudar a los principiantes a crear sus aplicaciones. Idioma KBasic incluye un diseñador visual para construir GUI con todos los elementos importantes, tales como ventanas, formas, menú y los datos de los controles conscientes, como los botones, las etiquetas y los cuadros, cuadros de texto, botones, cuadros combinados, cuadros de lista, casillas de verificación... La única verdadera alternativa oficial a VB6: KBasic El proyecto se inició en 2000 como un proyecto de código abierto... KBasic es una herramienta de desarrollo profesional a causa de este lenguaje ofrece todos los elementos para diseñar y crear productos profesionales. KBasic ofrece una única y fácil de usar API para escribir aplicaciones de interfaz gráfica de usuario en múltiples plataformas y la aplicación adoptará el aspecto adecuado para que el BID platform.The está realmente bien Pensado y se completa con todas las herramientas que el programador necesita, tales como sensibles a la ayuda en el contexto.
Bien definido el idioma
La estructura del lenguaje, las declaraciones y las funciones son realmente fáciles de entender y la documentación está bien escrito y completo. Viene con un muy bien hecho impresora manual con más de 140 páginas que describen en detalle el gran número de comandos, las declaraciones y funciones. Un potente y totalmente equipado de base como el lenguaje: Es completamente código orientado a objetos y de bytes compilado. La sintaxis es muy similar a VB6 y el lenguaje apoya los métodos comunes y propiedades. Se trata de un completo lenguajes orientados a objetos que utiliza la herencia y polimorfismo. El IDE ofrece también la gestión del proyecto y la edición de la propiedad, el resaltado de sintaxis del código fuente, completado de código y el modo de depuración. El IDE proporciona un depurador de nivel de fuente con puntos de interrupción, y de paso a paso:-a través del código, los valores de las variables de visualización en las ventanas especiales o moviendo el ratón sobre el nombre de la variable en el editor. La principal característica de KBasic es que ha sido creado para permitir a los desarrolladores experimentar con VB6 para iniciar la programación para Linux, Mac OS X y Windows sin tener que aprender un nuevo lenguaje profundamente.
KBasic es un alto nivel de base profesional para Linux, Mac OS X y Windows y su lenguaje básico muy bueno es constantemente mejorada y actualizada.
La gran mayoría de programadores de VB.NET utilizan el entorno de programación Microsoft Visual Studio .Net en alguna de sus versiones (Visual Studio .NET, Visual Studio .NET 2003 o Visual Studio .NET 2005), aunque existen otras alternativas, como SharpDevelop (que además es libre).
Como pasa con todos los lenguajes de programación basados en .NET, los programas escritos en VB.NET requieren el Framework .NET para ejecutarse.